# Perfect Places
Singles de Lorde
Green Light
(2017) Homemade Dynamite
(2017)
Perfect Places est une chanson de l'auteure-compositrice-interprète néo-zélandaise Lorde sortie le 1er juin 2017 en tant que deuxième single extrait de son deuxième album studio Melodrama.

## Clip vidéo
Le clip vidéo de Perfect Places est sorti le 3 août 2017. Il est réalisé par Grant Singer (en) avec qui Lorde avait déjà collaboré pour le clip de son single précédent Green Lights.

## Classements
| Classement (2017)                   | Meilleure position |
| ----------------------------------- | ------------------ |
| Australie (ARIA)                    | 44                 |
| Belgique (Flandre Ultratip 100)     | 23                 |
| Belgique (Wallonie Ultratip 50)     | 10                 |
| Canada (Hot 100)                    | 76                 |
| Danemark (Airplay)                  | 9                  |
| Écosse (OCC)                        | 52                 |
| États-Unis (Bubbling Under Hot 100) | 13                 |
| États-Unis (Alternative Songs)      | 16                 |
| États-Unis (Rock Airplay)           | 24                 |
| États-Unis (Triple A (en))          | 28                 |
| Irlande (IRMA)                      | 91                 |
| Nouvelle-Zélande (RMNZ)             | 11                 |
| Royaume-Uni (UK Singles Chart)      | 84                 |
| Slovaquie (IFPI Singles Digitál)    | 83                 |